# Kolstybb

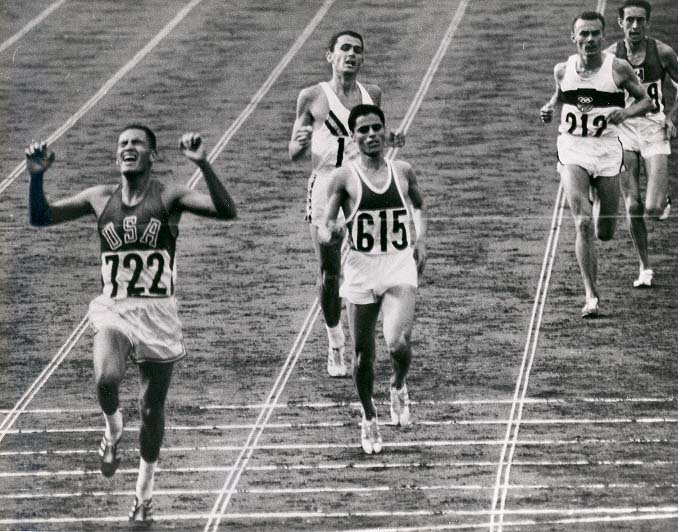
Billy Mills vinner 10 000 meter löpning i Olympiska spelen 1964. Det var sista gången som löparna i Olympiska spel sprang på kolstybb.

Kolstybb är ett slags finfördelat kol som ofta blandas med sand, lera och tjära. Tidigare var det vanligt med kolstybb på löparbanor vid friidrottsanläggningar.
Kolstybb kan innehålla små mängder arsenik, men enligt undersökningar från Statens geotekniska institut finns ingen akut risk för människor att träna på banor av kolstybb.